# Macroxiphus
Macroxiphus — род семейства Кузнечиковых. Личинки кузнечиков этого рода мимикрируют под муравьёв для того, чтобы избежать хищников.

## Ареал
Виды рода Macroxiphus обитают в Юго-Восточной Азии и в Микронезии.

## Описание
Первые две личиночные стадии напоминают по форме муравьёв, что говорит о защитной мимикрии. Чёрного цвета, голова крупная, что оптически уменьшает размер антенн, первые три грудных сегмента конические, остальные — широкие, круглые в сечении. Личинки достигают около 1 см. После последней линьки тело становится типичным для взрослого кузнечика.

## Виды
Род включает три вида:
- Macroxiphus globiceratus Vickery & Kevan, 1999
- Macroxiphus nasicornis Pictet, 1888
- Macroxiphus sumatranus (Haan, 1842)